# Животворящ източник (Старчища)
„Света Богородица Животворящ източник“ (на гръцки: Ζωοδόχος Πηγή Περιθωρίου) е възрожденска църква в село Старчища (Перитори), Гърция, част от Зъхненската и Неврокопска епархия. Църквата е завършена на 24 април 1876 година според вградена в стената плоча. В архитектурно отношение представлява класическата за XIX век трикорабна базилика. Тремът на западната страна, образуван от колонада, по-късно е затворен. Иконостасните икони са дело на Стерьо Зограф от Неврокоп и са датирани 1859, 1865 и 1877. В края на XIX - началото на XX век „Животворящ източник“ е гъркоманската църква в селото, а „Свети Николай“ е в ръцете на българите екзархисти.